# Candiria
Candiria – amerykański zespół wykonujący szeroko pojętą muzykę heavymetalową. Powstał w 1992 roku w Nowym Jorku. Muzyka charakteryzuje się ciężkim brzmieniem gitarowym z elementami jazzu. Czarnoskóry wokalista wyróżnia się silnym głosem, wykonuje tzw. growl. 
9 września 2002 roku zespół przeżył ciężki wypadek samochodowy, który odbił swoje piętno na ich twórczości.

## Muzycy
| Obecny skład zespołu - Carley Coma - śpiew (od 1992) - John LaMacchia - gitara (1997-2004, od 2006) - Michael MacIvor - gitara basowa (1997-2006, od 2009) - Danny Grossarth - perkusja (2015, od 2016) - Julio Arias - gitara (od 2015) |  | Byli członkowie zespołu - Chris Puma (zmarły) - gitara (1992-1997) - Eric Matthews - gitara (1992--2004) - Eddie Ortiz - gitara (2006-2010) - Kenneth Schalk - perkusja (1992-2006, 2009-2016) |

## Dyskografia
| Surrealistic Madness                    | - Data: 31 października 1995 - Wydawca: Too Damn Hype Records | –  |                  |
| Beyond Reasonable Doubt                 | - Data: 1997 - Wydawca: Too Damn Hype Records                 | –  |                  |
| The Process of Self-Development         | - Data: 3 sierpnia 1999 - Wydawca: M.I.A. Records             | –  |                  |
| 300 Percent Density                     | - Data: 1 maja 2001 - Wydawca: Century Media Records          | 44 |                  |
| The C.O.M.A. Imprint                    | - Data: 2 lipca 2002 - Wydawca: Lakeshore Records             | –  |                  |
| What Doesn't Kill You...                | - Data: 13 lipca 2004 - Wydawca: Type A Records               | –  |                  |
| Kiss the Lie                            | - Data: 27 października 2008 - Wydawca: Type A Records        | –  |                  |
| While They Were Sleeping                | - Data: 7 października 2016 - Wydawca: Metal Blade Records    | 47 | - USA: 1,1 tys.+ |
| „–” oznacza, że album nie był notowany. |                                                               |    |                  |